# Mario Mezzadra
Mario Mezzadra (Luino, 19 febbraio 1894 – Roma, 14 aprile 1966) è stato un ammiraglio italiano, che nel corso della prima guerra mondiale fu ufficiale dirigibilista della Regia Marina, imbarcato sul dirigibile dirigibile V2. Durante la seconda guerra mondiale fu comandante della XV Squadriglia cacciatorpediniere sull'Antonio Pigafetta durante la battaglia dei convogli tra Italia e Africa Settentrionale Italiana (1940-1941) e dell'incrociatore pesante Bolzano nel corso della battaglia di mezzo agosto del 1942. Fu decorato con tre Medaglie di bronzo, e la Croce di guerra al valor militare e con la Croce di Commendatore dell'Ordine della Corona d'Italia.

## Biografia

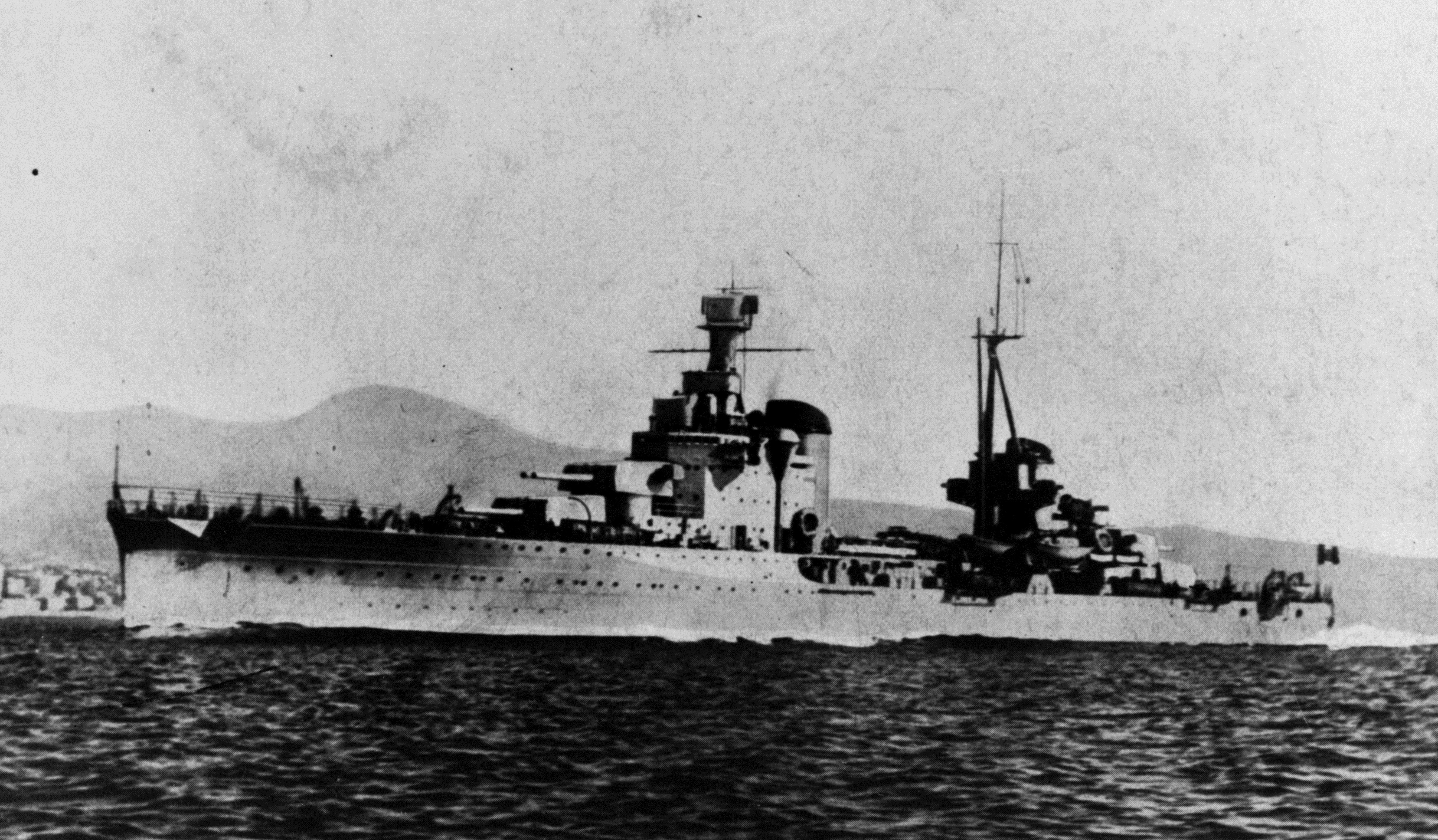
L'incrociatore pesante Bolzano in navigazione.

Nacque a Luino (Varese) il 19 febbraio 1894, figlio di Cesare e di Clementina Monti. Arruolatosi nella Regia Marina nel 1911, iniziò a frequentare la Regia Accademia Navale di Livorno proveniente dal ruolo sottufficiali, ottenendo il grado di guardiamarina in servizio permanente effettivo il 23 settembre 1914, in piena prima guerra mondiale. Promosso tenente di vascello, nel 1916 partecipò alle operazioni belliche quale ufficiale dirigibilista della Marina, ottenendo riconoscimenti volando a bordo del dirigibile V2. Nel 1917 si sposò con la signora Ida Besso, dalla quale il 13 ottobre 1918 a Vignale Monferrato (provincia di Alessandria) ebbe l'unico figlio Franco, che fu poi decorato con la medaglia d'oro al valor militare alla memoria nel corso della seconda guerra mondiale.
Al 18 maggio 1918 era all'aeroporto di Ferrara sul dirigibile M.15 comandato dal tenente di vascello Carlo Del Bei e due giorni dopo lo M.15 viene trasferito all'aeroporto di Grottaglie per bombardare le postazioni nemiche sulla costa albanese. Per questa impresa fu quindi decorato con la medaglia di bronzo al valor militare come equipaggio dello M.15.
Ricoprì vari incarichi a bordo e a terra, tra i quali, promosso capitano di corvetta nel 1926, di comandante in seconda della Difesa del comando Militare Marittimo della Sicilia a Messina e il comando del caccia Esperonel 1929. Il 26 febbraio 1931 fu promosso al grado di capitano di fregata del Ruolo Comando Navale, comandando l'esploratore Tigre dal 5 agosto 1935, partecipando alla guerra d'Etiopia nel 1935-1936. Fu promosso il 16 gennaio 1938 al grado di capitano di vascello.
All'entrata in guerra del Regno d'Italia, avvenuta il 10 giugno 1940 si trovava a disposizione a Taranto, e il 20 ottobre dello stesso anno assunse il comando della XV Squadriglia cacciatorpediniere, in sostituzione del parigrado Paolo Melodia, destinato per incarichi speciali al Ministero della Marina a Roma, alzando la sua insegna sul cacciatorpediniere Antonio Pigafetta. Oltre al servizio di scorta a convogli diretti in Libia e a compiti di squadra, eseguì bombardamenti contro la costa greca il 28 novembre e il 18 dicembre 1940, meritando una seconda medaglia di bronzo al valor militare.
Il 9 agosto 1941, sbarcò dal Pigafetta per svolgere incarichi speciali al Ministero della Marina a Roma, assumendo il 1º maggio 1942 il comando, in sostituzione del capitano Francesco Ruta, dell'incrociatore pesante Bolzano, unità appartenente alla III Divisione navale dell'ammiraglio Angelo Parona, che in quel periodo rientrava in squadra dopo un lungo periodo di lavori per un siluramento subito.
Durante la battaglia di mezzo agosto, la mattina del 13 agosto, dopo aver rinunciato all'impiego delle Divisioni III e VII, che già erano in mare, il Bolzano fu colpito da un siluro del sommergibile inglese Unbroken in agguato nei pressi delle isole Eolie. I danni furono subito giudicati gravi soprattutto per i vasti incendi propagatisi a bordo. Il Bolzano riuscì a salvarsi soltanto perché una parte dell'equipaggio volle risalire sull'incrociatore che, impropriamente era stato evacuato, e che lo portò ad incagliare sul bassofondo dell'isola di Panarea.
Il suo comportamento fu quindi aspramente criticato dal comandante della III Divisione per l'abbandono prematuro della nave, che ne chiese l'esonero dal comando. Su decisione del Capo di stato maggiore della Regia Marina ammiraglio Arturo Riccardi, il 9 settembre seguente fu sostituito dal capitano di fregata Andrea Fè  D'Ostiani, suo comandante in seconda sull'incrociatore.
Dopo la guerra fu congedato col grado di contrammiraglio. Si spense nel 1966 all'età di 72 anni.

### Fonti
1. ↑   Necrologio, in La Stampa, 15 aprile 1966,  p. 16.
2. 1 2  Cosentino 2015, p. 80.